# Ets molt guapo
 Ets molt guapo  (títol original: Je vous trouve très beau) és una pel·lícula francesa, la primera dirigida per Isabelle Mergault, estrenada l'any 2005. Ha estat doblada al català.

## Argument
Aymé Pigrenet, un agricultor rondinaire del Droma, acaba de perdre la seva esposa en un accident domèstic. No n'estava realment de la seva dona, però era ben útil per al treball a la granja i per ocupar-se de la casa. Li cal trobar una dona amb tota urgència per ajudar-lo en les seves tasques perquè, sol, no se'n surt. Una agència matrimonial, comprenent que Aymé busca més l'útil que l'afectiu, li aconsella anar a Romania on les noies estan a punt per tot per abandonar la misèria. Porta Elena, una jove romanesa que amaga a Aymé que té una filla, Gabi. Aymé, incapaç de gentilesa, submergirà ràpidament Elena en la malenconia i la nostàlgia del seu país. Els esforços d'Elena per seduir-lo són debades i la parella no sembla tenir cap futur.

## Repartiment
- Michel Blanc: Aymé Pigrenet
- Medeea Marinescu: Elena
- Wladimir Yordanoff: Roland Blanchot
- Benoît Turjman: Antoine
- Éva Darlan: Madame Marais
- Liliane Rovère: Madame Lochet
- Elisabeth Commelin: Françoise
- Valérie Bonneton: Advocat Labaume
- Julien Cafaro: Thierry
- Arthur Jugnot: Pierre
- Valentin Traversi: Jean-Paul
- Raphaël Dufour: Nicolas
- Isabelle Mergault: Taxista

## Música
- Nocturn per a piano, violí i violoncel D 897 (opus pòstum 148) en mi bemoll major de Franz Schubert
- Quan està mort el poeta, interpretat per Gilbert Bécaud
- Dòmino Dòmino, interpretat per André Claveau i compost per Louis Ferrari
- In My Way, compost per Alain Wisniak lletra Bob Lenox
- Concerto per a violí en ré major, op. 35 de Txaikovski

## Al voltant de la pel·lícula
- El rodatge va tenir lloc a Bucarest (Romania), Montelaimar, Valença (l'aeroport valencià), La Reparaa e Auriblas i El Teil (Cafè El Luna Park).
- Arthur Jugnot, que interpreta aquí el paper de Pierre, és el fill de l'actor Gérard Jugnot, per al qual Isabelle Mergault havia escrit el guió de Meilleur espoir féminin l'any 2000. D'altra banda Gérard Jugnot, en un principi, va ser preseleccionat per al paper interpretat finalment per Michel Blanc.
- En un principi, Isabelle Mergault no havia de dirigir el film. Després d'haver temptejat diferents directors (com André Téchiné i Michel Blanc), el productor Jean-Louis Livi proposa a Isabelle Mergault dirigir-lo.
- El film s'havia de titular La Fille de l'Est i després Le Premier venu.
- El títol final correspon a la frase estàndard en francès apresa per totes les candidatas romaneses al casament en l'entrevista de l'agència matrimonial
- Dos picades d'ull de la directora, Isabelle Mergault: fa una petita aparició en cameo com a taxista, i el dia de la sortida d'Elena a Romania és el del seu naixement, un 11 de maig.
- L'artista romanesa que interpreta Elena es diu Medeea (Marinescu): Medea és una maga a la mitologia grega.
- Elena ofereix una planta a Aymé, que anomena - voluntàriament en referència al seu francès aproximat - un "guarda'm", de fet una gardènia.
- Premis: César a la millor primera pel·lícula l'any 2007. Nominacions: César al millor guió original, César al millor actor
- Crítica: "La pel·lícula es mostra tan afable com irregular"[3]